# Alberto Romero Rivera
Alberto Magno Romero Rivera (* 19. September 1935 in Las Palmas de Gran Canaria; † 20. Juni 1997 in Broken Arrow, Oklahoma) war Aktivist gegen die Römisch-katholische Kirche.
Er warf der katholischen Kirche vor, den Kommunismus, den Islam und den Nationalsozialismus geschaffen zu haben. Außerdem sei die katholische Kirche verantwortlich für die Weltkriege, Rezessionen, das Jonestown-Massaker sowie die Ermordungen Abraham Lincolns und John F. Kennedys.